# Rana kukunoris
Rana kukunoris är en groddjursart som beskrevs av Aleksandr Mikhailovich Nikolskii 1918. Rana kukunoris ingår i släktet Rana och familjen egentliga grodor. IUCN kategoriserar arten globalt som livskraftig. Inga underarter finns listade i Catalogue of Life.